# Саратовська духовна семінарія
Саратовська духовна семінарія — вищий духовний навчальний заклад Саратовської єпархії Російської православної церкви, що готує священно-і церковнослужителів. Повна назва: Релігійна організація — духовна освітня організація вищої освіти «Саратовська православна духовна семінарія Саратовської Єпархії Руської Православної Церкви».
Відкрита в 1830 при єпископі Мойсеї (Богданове-Платонове), хоча спроби відкрити духовну школу робилися раніше: необхідність в освічених священників у великій за територією і чималою по населенню Саратовської губернії, в якій до того ж був сильно поширене старообрядництво, була величезною. Основною спеціалізацією семінарії стала місіонерська діяльність, протидію розколу і сектантства.
Для духовної школи були придбані чотири кам'яних будівлі з флігелями, господарськими будівлями і службами. У 1885 семінарія переїхала в нову будівлю (після революції перебував Саратовський педінститут на розі вулиць Горького і Мічуріна, зараз в будівлі ведуться відновлювальні роботи, в 2013 планується переїзд в нього семінарії).
У роки першої російської революції обстановка в семінарії виявилася дуже напруженою, і 1906/1907 навчальний рік завершився великими заворушеннями. Саратовська семінарія в ці роки стала одним з оплотів так званого «семінарського руху», спрямованого на радикальні зміни в духовній школі. Нова хвиля заворушень завершився 12 березня 1911 вбивством інспектора семінарії А. І. Целебровского.
З початком Першої світової війни ряд аудиторій зайняли військові частини, що викликало великі труднощі в організації навчального процесу.
Після революції в жовтні 1917 заняття в семінарії відбувалися зі значними перервами. Незабаром була реквізована велика частина семінарських приміщень і майна. Незабаром після початку «червоного терору» у вересні 1918, а разом з ним — масованої атаки на Церкву, Семінарія в Саратові була закрита.
Завдяки деякому «потеплінню» у ставленні держави до Церкви, яка відбулась у 1943, архієпископ Григорій (Чуков) отримав дозвіл на відтворення в Саратові духовної школи (у вигляді Богословсько-Пастирських курсів), яке не було реалізовано через його переклад в травні 1944 на Псковську кафедру. Саратовська Духовна семінарія була відкрита тільки 16 листопада 1947, при єпископі Борисі (Віке). Під навчальний корпус був реконструйований придбаний єпархією одноповерховий житловий будинок.
У 1960, під час хрущовських гонінь на церкву, набір семінаристів припинився. У 1961 семінарія була закрита, а вихованців розподілили між Московською та Ленінградською духовними семінаріями.
Перша спроба відродити семінарію була зроблена в 1985, коли архієпископ Пімен (Хмелевський) звернувся до Саратовської міської ради з проханням передати єпархії будівлю колишнього архієрейського будинку. 3 вересня 1992 стараннями архієпископа Пимена Саратовська духовна семінарія відновила роботу. Навчальні заняття проходили в малопристосованому і погано відремонтованій будівлі. У липні 1995 рішенням Священного Синоду на Саратовську кафедру був призначений колишній Голова Навчального комітету Синоду і ректор московських духовних шкіл архієпископ Олександр (Тимофєєв), який вжив рішучих заходів, спрямованих на поліпшення життя учителів та учнів.
У 2003 указом Священного Синоду семінарія перейшла на п'ятирічну систему навчання і отримала статус вищого релігійного навчального закладу. У 2011 починається підготовка студентів за напрямом 033400 «Теологія» (термін навчання — 4 роки).

## Історія

### Відкриття

Перший навчальний корпус СДС 1860

Перша спроба відкрити духовну школу в Саратові була зроблена ще в XVIII столітті. У 1770, коли Саратов входив до складу Астраханської єпархії, було засновано духовне чоловіче училище, яке носило назву «Духовна семінарія». Відбулася ця подія при єпископі Астраханському і Ставропольському Мефодія I, керуючий єпархією з 1758 по 1776. Однак через шість років воно було скасовано (6 січня 1777) в зв'язку з відкриттям в Астрахані нової семінарії. Протягом наступних років неодноразово робилися спроби відродити в Саратові духовний навчальний заклад, на жаль, закінчилися безрезультатно.
16 жовтня 1799 була заснована самостійна Саратовська єпархія. Першим саратовським архієреєм став Преосвященний Гай (Такао), перекладений з Моздокскої кафедри. Центром же єпархіального життя стала Пенза. За два роки до утворення Саратовської єпархії вона втратила статус губернського міста і в якості повітового увійшла до складу Саратовської губернії. У зв'язку з цим в Пензі виявилися вільними багато адміністративні будівлі, які були передані у відання Св. Синоду. У них і було вирішено розмістити органи єпархіального управління і духовну семінарію но відкритої Саратовської єпархії.
Стараннями преосвященного Гая, Саратовська семінарія, яка перебувала в Пензі, відкрилася 1 жовтня 1800 наступному році послідувало відновлення Пензенської губернії, в зв'язку з чим на початку грудня 1803 указом Св. Синоду Саратовська єпархія, що включала в себе територію двох губерній — Саратовської і Пензенської — була перейменована в Пензенську, відповідному перейменування піддавалася і семінарія. Такий стан, коли в Саратові було відсутнє середній духовний навчальний заклад, продовжувало існувати до 1830. Початкове ж духовне училище — було відкрито десятьма роками раніше, в 1820, завдяки єпископу Пензенської і Саратовської Амвросію.
У 1828 була відновлена Саратовська єпархія, тепер в межах Саратовської губернії, а єпископ став іменуватися Саратовським і Царицинським. На цій посаді першим єпископом в Саратов Св. Синод визначив єпископа Мойсея (Богданова-Платонова), який обіймав до цього Вологодську архієрейську кафедру. Направляючи його в Саратов, Св. Синод прямо мав на увазі швидке відкриття семінарії, а рекомендуючи будівлі для розміщення єпархіальних установ, наказував передбачити і розміщення в них духовної школи. Йшлося про кам'яні будівлі, що належать статському раднику Устинову, розташованих поблизу Троїцького собору. Вони-то і були придбані для майбутньої Саратовської семінарії.
Незабаром Комісія духовних училищ на підставі рапорту єпископа Мойсея звернулася до Миколи I з всепідданою доповіддю такого змісту:
При установі Саратовської єпархії Ваша Імператорська Величність затвердити зволили (3-го листопада 1828) доповідь Св. Синоду, в якому між іншим припущено відкрити в ній семінарію. На виконання цього Комісія духовних училищ має щастя піддати на Найвищій благорозсуд Вашого Імператорского Величчя думку:

Преосвященний Мойсей (Богданов-Платонов)

1. Семінарію заснувати в Саратові, в якому повинен перебування архіерей, на точній підставі училищного Статуту, зарахувавши ону до Казанського навчального округу.
2. Штати для Семінарії призначити такі ж, які Височайше затверджені в 1820 у для семінарій, які перебувають в третьеразрядних єпархіях і наврядчі залишаються в своїй силі до поступового перетворення, призначеного Найвищим указом 6 грудня 1829.
3. Наступну за цим штатом суму 20390 рублей відпускати на загальних підставах з капіталів Відомства Комісії.
4. Штати нижчих училищ в Саратовській єпархії залишити такі ж самі, які існують там нині, саме — на повітове училище виробляти з згаданих капіталів по 2050 рублей, а на парафіяльне по 730 рублей в рік.

З цим разом Комісія підносить і штат Саратовської семінарії на вищезазначеній підставі складений.
У вересні 1830 в Саратов почали прибувати перші вихованці майбутньої семінарії. Ними були учні Пензенської семінарії, які надходили туди з Саратовської єпархії. Їм належало займатися в середньому і вищому відділеннях. Для занять у нижчому відділенні прибутку випускники Саратовського, Петровського та Камишинського духовних училищ.
26 вересня 1830 відбулось перше засідання семінарського правління. До цього часу з'явилися з Пензи і викладачі К. Сокальський та І. Синайський, а разом з ними і нові наставники, тільки що закінчили курс в Московській Духовній Академії: Г. С. Саблуков — на загальну громадянську історію і єврейську мову і Яків Розанов — на фізико-математичні науки. А ще через місяць, 26 жовтня 1830 був звершений урочистий акт відкриття Саратовської духовної семінарії.

Перший гуртожиток СПДС

Після Божественної Літургії в старому Троїцькому соборі, здійсненою єпископом Мойсеєм, відбувся хресний хід до будівлі семінарії, в якому брало участь духовенство всіх саратовских церков. У присутності губернатора і інших високопоставлених гостей Преосвященним Мойсеєм був здійснений водосвятний молебень з многоліттям царюючому Дому, Св. Синоду і Комісії духовних училищ, єпископу Саратовському і Царицинському Преосвященному Мойсеєві, до всіх начальників, хто навчає і учням. Секретар семінарського правління І. Ф. Синайський прочитав доповідь Комісії духовних училищ про відкриття Саратовської духовної семінарії, оголосив штат і назвав імена заступників та учнів. Преосвященний Мойсей звернувся з архіпастирською настановою, а батько інспектор виголосив промову про завдання духовних шкіл. Урочистий акт завершився духовним концертом.
Необхідність в установі духовної школи у величезній за територією і чималою по населенню Саратовської єпархії була нагальною. За відомостями клірових відомостей за 1829 з 730 протоієреїв і священників Саратовської єпархії тільки 140 чоловік, тобто приблизно двадцять відсотків, отримали повну семінарську освіту, 243 особи вийшли з семінарії, ще не закінчивши курсу, а 347 осіб, тобто близько половини, навіть не надходили в семінарію.

### Єпископ Іаков (Вечерков)
Другим правлячим архієреєм Саратовської єпархії став в 1832 єпископ Іаков (Вечерков). За спогадами сучасників, Владика Яків відрізнявся Рідко моральними якостями: був м'який, лагідний, абсолютно не сріблолюб. З його ім'ям пов'язано розповсюдження єдиновір'я серед старообрядців. Багато він займався археологією і етнографією, збирав стародавні книги і рукописи, монети, скам'янілості, знайдені під час археологічних розкопок. Користуючись владою правлячого архієрея, він наказав підвідомчому духовенству доставляти історичні, археологічні, етнографічні та статистичні відомості про свої приходи. Так наприклад, протоієрей Г. І. Чернишевський з ініціативи Преосвященного склав «Церковно-історичний та статистичний опис Саратовської єпархії» та «Історичну записку про звернення іргізських монастирів». Без перебільшення можна сказати, що єпископ Яків стояв біля витоків саратовського краєзнавства. До вивчення історії рідного краю він широко залучав і семінаристів.
Духовна семінарія стала предметом трепетною турботи з його боку. Чималі суми з особистих коштів витрачалися їм на надрукування кращих творів вихованців. Для цієї ж мети був створений особливий капітал. Майже кожну куплену або подаровану йому книгу Яків передавав в семінарську бібліотеку, а перед від'їздом в 1847 на Нижегородську кафедру передав семінарії все своє чимале книгозбірня.
Працями Преосвященного Якова семінарія швидко розвивалася. Цьому сприяв і першокласний склад викладацької корпорації, з якої всі до одного опинилися досвідченими і талановитими вчителями, що володіли благородством характера. Майже кожен з них з благословення та за підтримки архієрея займався наукою. Першою науковою работою, виконаною в Саратовській духовній семінарії, був переклад слова св. Афанасія Великого «Про втілення Бога Слова і про тілесне Його до нас пришестя», виконаний під керівництвом І. Ф. Синайського, який викладав філософію і загальну громадянську історію.
У Саратовській семінарії починав свою педагогічну і наукову діяльність і сходознавець Гордій Саблуков. Він був одним з перших, хто звернувся до дослідження золотоординських пам'ятників на території Саратовської губернії, активно займався питаннями етнографії та вивченням східних мов: татарської, арабської і перської. Головною працею життя Саблукова став виданий в 1878 в Казані російський переклад Корану, який був зроблений не з французької мови, як це було раніше, а з арабського оригіналу.

### Єпископ Афанасій (Дроздов)

Єпископ Афанасій (Дроздов)

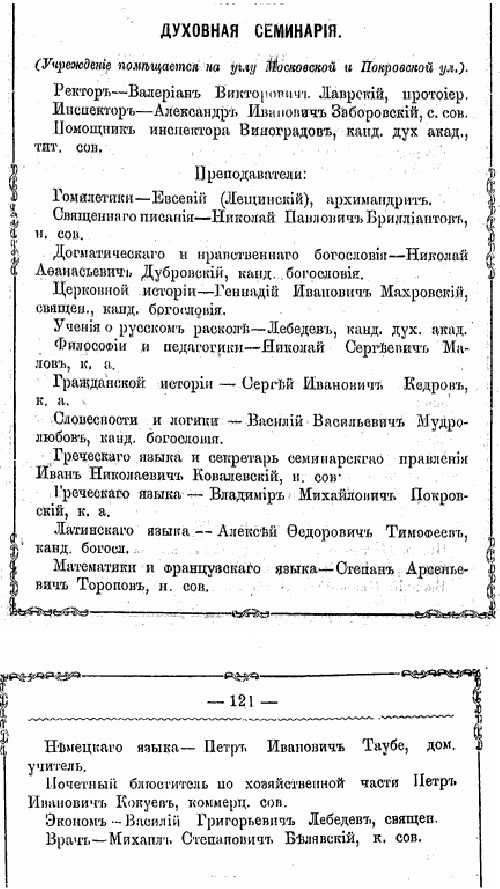
З адреса календаря Саратовської губернії за 1884 рік

Старанність Преосвященного Якова та наступного за ним Преосвященного Афанасія (Дроздова) перетворила Саратовську семінарію в одне з кращих духовних навчальних закладів Росії. Протягом перших 25 років її існування було 13 випускних курсів, які в цілому закінчили 924 вихованця. Більшість з них стали парафіяльними священиками. Інші продовжили освіту в Духовних академіях, мало хто вступили до університетів та інші світські навчальні заклади. Четверо вихованців, які закінчили за цей час Саратовську семінарію, удостоїлися згодом святительського сану. Це — випускник 1836 Грігорій Платонович Карпов, зведений у єпископський сан в 1866 і займав з ім'ям Гурій Чебоксарську та Таврійську кафедри; випускник 1840 Федір Михайлович Катериновський, рукоположений на єпископа в 1859 і займав з ім'ям Петро Новоархангельську, Якутську, Уфимську та Томську кафедри; випускник 1846 Іван Андрійович Хованський, з 1889 — єпископ Сухумський Олександр; випускник 1850 Олексій Сергійович Метанієв, з 1877 — єпископ Аксайського Нестор, а потім відповідно Виборзький і Смоленський.

### Архієпископ Никанор (Бровковіч)
На рубежі 1850-х та 1860-х. в семінарські стіни все активніше проникає голос світської науки. В цей час ректором семінарії був архімандрит Никанор (Бровковіч), згодом архієпископ Херсонський і Одеський, наставити на вибір чернечого шляху Георгія Юхимовича Долганева, що став на початку XX ст. Саратовським єпископом Гермогеном. Духовний письменник, що енергійно критикував Л. М. Толстого, Никанор писав не лише на духовно-моральні та церковно-історичні теми. Чимале місце в його спадщині займають твори з філософії, головне з яких — «Позитивна філософія і понадчуттєве буття». Людина великої вченості, гарячий шанувальник світських наук, архімандрит Ніканор відвів їм у навчальному процесі чи не більшу кількість годин, ніж традиційним богословських предметів.
Під впливом чужих церковності ідей, деякі випускники вибирали для себе аж ніяк не пастирство, а зовсім інші шляхи, у тому числі і революційні. Найбільш відомим серед таких колишніх семінаристів був відомий революційний демократ Микола Чернишевський.
Взагалі ж у другій половині XIX ст. життя Саратовської семінарії протікала досить розмірено. У 1885 навчальний заклад переїхав в новий будинок, побудований на розі Олександрівської та Малої Сергіївської вулиць. Активним членом Комітету з будівництва був викладач Олександр Іванович Заборовський, який і став першим ректором Саратовської семінарії після її переїзду в нову будівлю.

Історична будівля СПДС 1985

6 жовтня 1885 в семінарії була освячена домова церква в ім'я Апостола і євангеліста Івана Богослова. Оскільки гуртожиток своєкоштних студентів як і раніше розташовувалося в старій будівлі, тут з благословення Преосвященного Павла (Вільчинського) 18 грудня 1888 була освячена домова церква в ім'я Покрова Пресвятої Богородиці

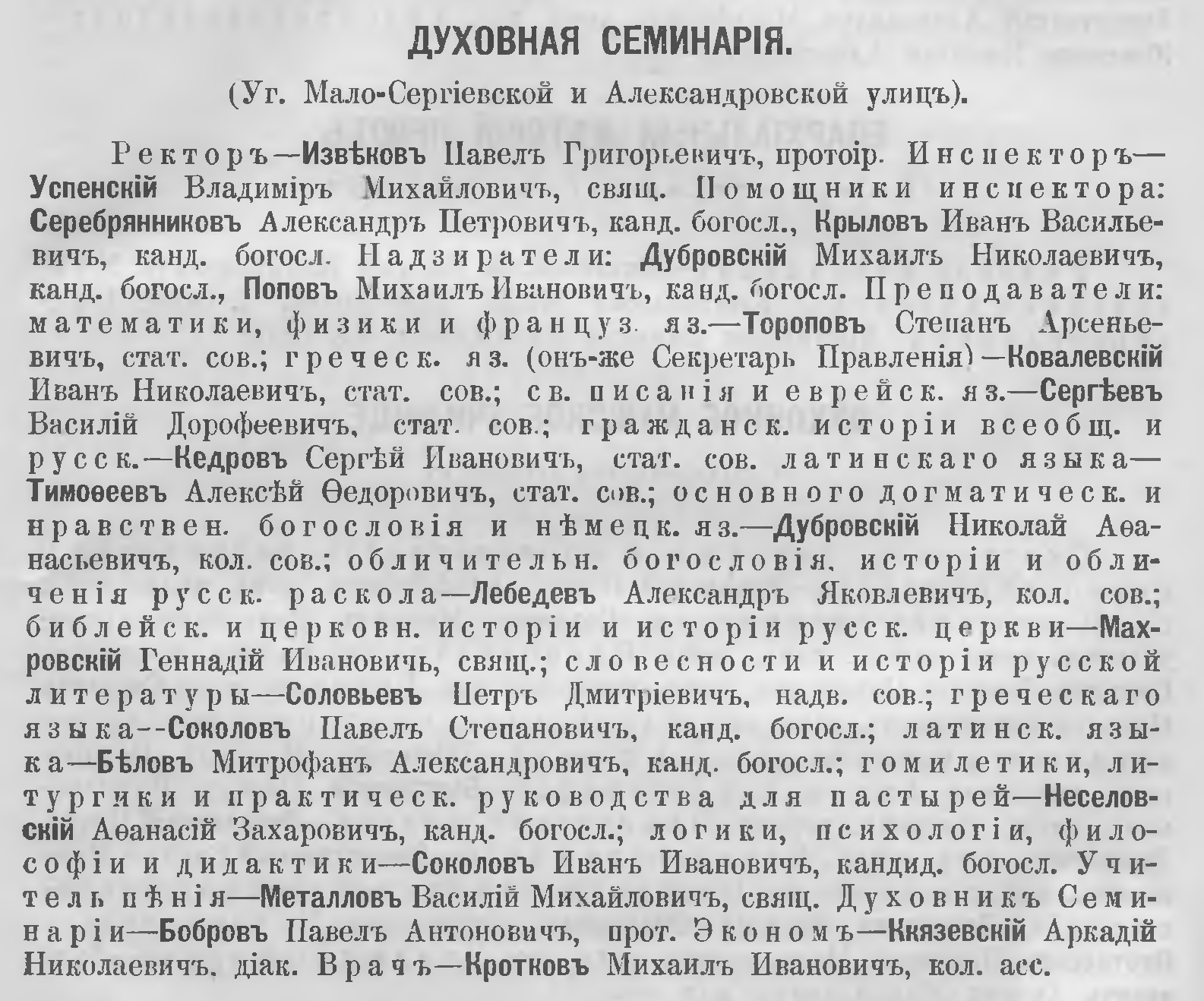
З Адрес-календаря Саратовської губернії 1893

Важливою подією семінарської історії стало створення в 1899 Товариства допомоги недостатнім вихованцям Саратовської семінарії. Більшість вихованців були дітьми сільського духовенства, часто походили з родин бідних дияконів або псаломщиків, а тому приїжджали до єпархіального центр на навчання нерідко без гроша в кишені. Ініціатором створення Товариства став ректор семінарії отець П. Г. Ізвєков.

### У XX столітті
На початку XX ст. всі духовні семінарії Росії продовжували функціонувати за Статутом 1884 який скасував виборність ректора і інспектора, а також змінив співвідношення навчальних дисциплін на користь більш докладного вивчення російської літератури, церковного співу, історичного розколу, апологетики, давньогрецької і латинської мов, що привело до збільшення штатних семінарських посад. У 1901 в Саратовській духовній семінарії служили 26 осіб, з них 17 — викладачі семінарських наук, включаючи ректора і інспектора, 2 — помічники інспектора, 2 — наглядачі, а також духівник, економ, лікар, вчитель зразкової школи і вчитель гімнастики. Статутом 1884 була введена також посаду духівника семінарії, який повинен був здійснювати богослужіння в домашній церкві і регулярно сповідувати всіх вихованців і вести духовні бесіди з учнями. Протягом багатьох років духівником Саратовської семінарії був протоієрей Павло Антонович Бобров (1829-1914), досвідчений пастир і місіонер. Він прослужив в семінарії з 1886 до 1912. Коли в 1914 отець Павло помер, то в некролозі було зазначено, що його «прості безштучні богослужбові повчання і позабогослужбові бесіди… мали значний виховний вплив на вихованців семінарії». Добру пам'ять про протоієрея Боброва зберегли на довгі роки багато випускників семінарії.

### Статський радник Гаврило Іванович Попов

А. І. Целебровскій

Новим ректором в лютому 1903 став статський радник Гавриїл Попов, перш він служив наглядачем Вольського училища. 20 серпня 1904 інспектором став викладач логіки, психології, філософії та дидактики колезький радник А. І. Целебровский. Найстаршим в корпорації викладачів, хоча і не дуже-то старим по роках, в ті роки був викладач грецької мови І. Н. Ковалевський. Іншими представниками більш досвідченого, старого покоління наставників, були в перші роки XX ст. викладач біблійної та церковної історії протоієрей Г. І. Махровский, Святого Письма В. Д. Сергєєв, історії розколу А. Я. Лебедєв, російської словесності П. Д. Соловйов.
Молоде покоління викладачів, в більшості своїй випускників академій з кандидатським ступенем, поповнилося на рубежі XIX—XX ст. наступними наставниками, не один рік прослужили в семінарії: викладачем історії І. Ф. Григор'євим (з 1900); латинської мови А. І. Казанським (з 1897); літургіки і гомілетики, а згодом — грецької мови М. С. Чумаевскім (з 1898), спочатку перебуваючи на посаді помічника інспектора); основного, морального і догматичного богослов'я Н. М. Зубарєвим (з 1903). У 1900 в Саратов також отримали призначення семинарськими наглядачами кандидати богослов'я 27-річний А. Н. Соколов та 26-річний Д. Г. Харестані.

### Єпископ Гермоген (Долганов)

Єпископ Гермоген (Долганов)

Викладач СДС Д. Г. Харестані

На жаль, негаразди в російському суспільстві початку XX століття не обійшли і Саратовську семінарію. Деякі її вихованці виявилися зараженими бунтарськими ідеями. 6 березня 1906 вихованці семінарії приєдналися до загальноміського протесту учнів навчальних закладів проти рішення Військового суду у справі есерки Анастасії Биценко, вбивці відомого в Поволжі борця з революційної гідрою генерал-ад'ютанта В. В. Сахарова. Те, що відбулося пояснювалося семінаристами «сторонньою агітацією» і навіть погрозами з боку учнів та студентів світських навчальних закладів на випадок відмови взяти участь у загальноміській учнівської страйку. Як би там не було, але підтримка з боку семінаристів вбивці говорила багато про що. Очевидно, що це було наслідком не тільки загальнонаціональної кризи, а й серйозних прорахунків в системі духовної освіти. Тим більше, що зазначений випадок був не єдиним «протестним» актом саратовских семінаристів, в результаті яких в кінці 1906/1907 навчального року семінарія виявилася фактично закритою. Єпархіальне начальство вдалося до низки заходів для викорінення в семінарських стінах бунтарства і для оздоровлення духовної школи. У 1908 Саратовський єпископ Гермоген склав спеціальний відгук на проект реформування духовної школи, яку було відіслано в Санкт-Петербург на ім'я обер-прокурора Св. Синоду, а потім під назвою «Боротьба за істину нашої духовної школи» опублікований в «Саратовському духовному віснику» та окремим відбитком. Головна теза записки єпископа Гермогена зводилася до відстоювання духовності школи, її церковного характеру на противагу пропонують світському. Дійсно, Владика не прийняв проекту організації «пастирських шкіл» поряд з духовними. Він відстоював «цільну і неподільну» семінарію, в якій юнацтво поряд з отриманням знань зміцнюється «в духовному настрої, в молитві, відвідування храму Божого, в збереженні себе до праці і послуху». Єпископ підкреслював, що духовна семінарія — частина Церкви, а не самостійна установа, тому роки навчання в ній повинні були «наблизити атмосферу церковного служіння до … властивостям і схильностям душі юнаків, … зріднити цю атмосферу з їх душею, зробити її близькою, приємною і дорогою: щоб і молитви, і церква, і самі священнослужителі, і все, що становить коло думок, почуттів, подій і предметів церковно-духовного життя — все це не тільки підносилось перед розумовим поглядом вихованців духовної школи, але вже і тепер в самій колисці-школі відчувався б як рідна атмосфера, як рідна стихія».

### Архімандрит Серафим (Лук'янов)

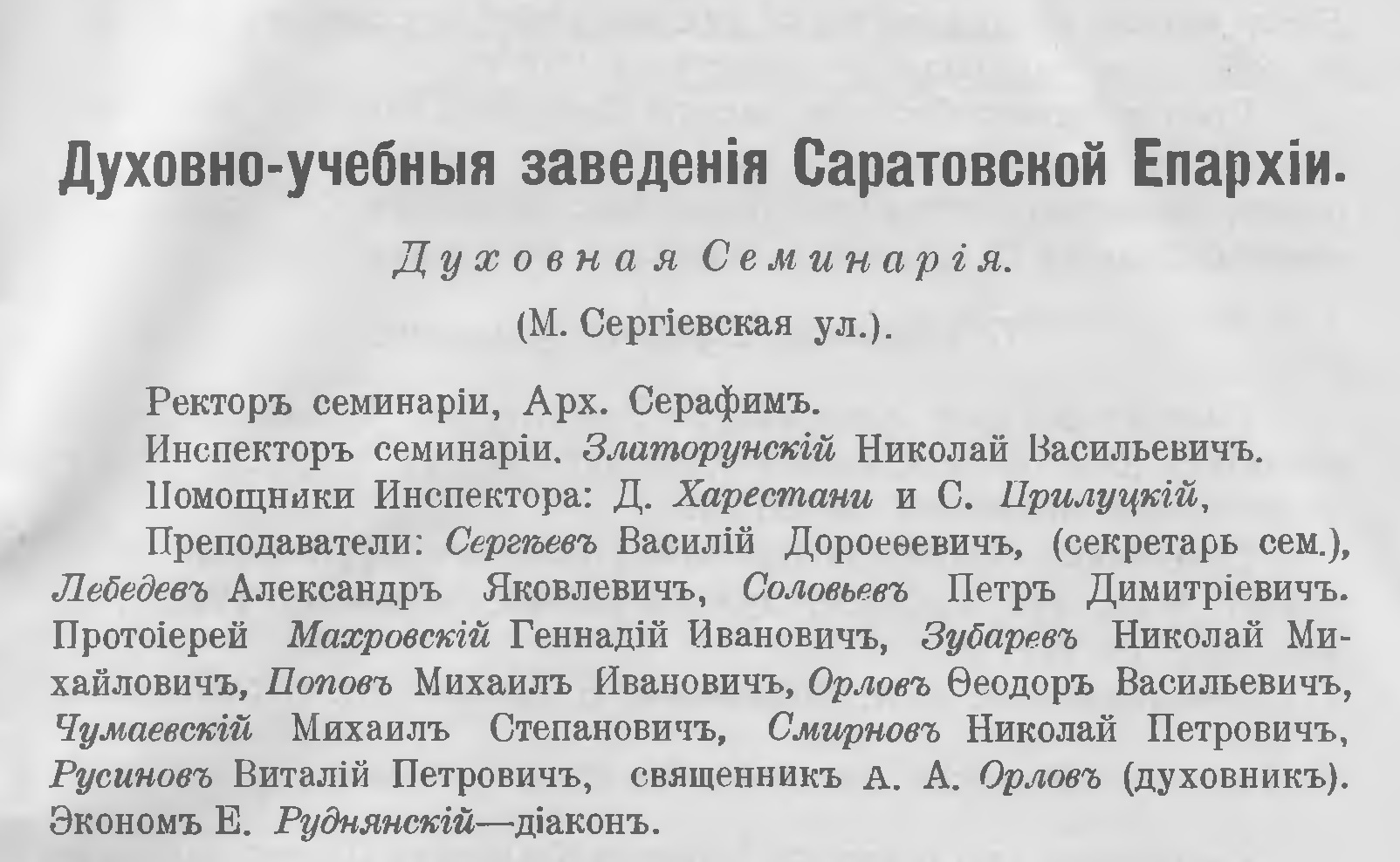
З пам'ятної книги Саратовської Епаріхі за 1912

9 серпня 1911 посаду ректора зайняв архімандрит Серафим (Лук'янов), уродженець Саратова і випускник місцевих духовно-навчальних закладів. При архімандриті Серафимі пожвавилася діяльність «Товариства допомоги недостатнім вихованцям», в його касу стало надходити більше пожертвувань, ніж в попередні роки. Ректор і сам допомагав багатьом вихованцям з особистих коштів, був ініціатором створення нових стипендій для кращих учнів.

Корпорація викладачів СПДС 1914. В центрі Архімандрит Серафим (Лук'янов)

Літо 1914 принесло значні зміни в життя Саратовської духовної семінарії. Цього року в єпархії змінився правлячий архієрей: новим єпископом Саратовським і Царицинського став Преосвященний Паладій. Змінився і ректор семінарії. Її новим керівником був призначений доглядач Торопецкого духовного училища архімандрит Борис (Соколов), що став останнім ректором Саратовської семінарії в період імператорської Росії.
Незадовго до приїзду нового ректора в Саратов вибухнула Перша світова війна, в країні почалася мобілізація. І будівля Саратовської семінарії незабаром було частково відведено під військовий постій. З 20 серпня 1914 весь склад учителів та службовців семінарії домовилися жертвувати щомісяця 3 відсотки від платні на організацію лазарету імені преподобного Серафима Саровського.
Початок навчального року було відзначено надзвичайно урочисто. 15 вересня 1914 8:30 ранку особи духовного звання, що служили в семінарії, викладачі та вихованці рушили з хресним ходом до Троїцького собору, в якому був відслужений молебень перед іконою Нерукотворного Спаса. Після цього ікона хресним же ходом була перенесена в семінарську церкву, де молебень перед початком навчального року відслужив недавно зайняв Саратовську кафедру єпископ Паладій.
Наступний, 1915/1916 навчальний рік, в Саратовській семінарії довго не міг початися, оскільки практично вся будівля було зайнято під потреби воєнного часу. Зрештою, так і не дочекавшись звільнення будівлі від військового постою, керівництво навчального закладу вирішило займатися позмінно в вільних класах, які, за висловом сучасника, «вдалося семінарії буквально відвоювати для себе». Поступово поєднання в одній будівлі навчального процесу і військового постою стало звичним для обох сторін. На прохання військового начальства з 25 листопада 1915 семінаристи в домашній церкві почали вести з воїнами бесіди про війну і її християнському сприйнятті. Більш того, семінаристи регулярно відвідували єпархіальний лазарет, в якому навчали грамоти поранених воїнів і розмовляли з ними, а також благодійні чайні-столові, в яких вчили дітей численних біженців, що з'явилися за 1915 в Саратові.

Чудотворний Обрас Спаса Нерукотворного, що зберігається в Свято-Троїцькому соборі

На початку 1915 з ініціативи єпископа Паладія та ректора архімандрита Бориса був створений, а якщо говорити точніше, — відроджений проповідницький гурток вихованців Саратовської духовної семінарії.
Після проведення перевідних і випускних іспитів 1914/1915 навчального року багато вихованців семінарії по залізниці (всі разом вони зайняли півтора вагона) вирушили в стававшим традиційним паломництво в Тамбовську єпархію, а після нього — в Москву, Троїце-Сергієву лавру, Ростов, Ярославль, Кострому і далі вниз по Волзі на пароплаві. У Тамбові екскурсантів особисто брав архієпископ Тамбовський і Шацький Кирило, який подарував кожному саратовцю іконку святителя Питирима, а в Сергієвому Посаді — митрополит Московський Макарій.
Навчання в новому, 1916/1917 навчальному році, йшло знову позмінно, «в умовах обмеженого простору», хоча заняття почалися вже з 1 вересня, після скоєння традиційного молебню і хресної ходи з Старого собору і назад з іконою Спаса Нерукотворного.
Події лютого — березня 1917, коли впала російська монархія, політизували всю Росію, когось приводили в радісний екстаз, когось глибоко засмутили. Саратовське єпархіальне керівництво закликало всіх підкоритися новому, Тимчасовому уряду. Правлінням саратовській семінарії на ім'я голови ради міністрів князя Г. Є. Львова була послана наступна телеграма: «Саратовська духовна семінарія обов'язком вважав вітати новий уряд і просити прийняти побажання Вашій сіятельство здоров'я, благополуччя і всякого успіху в ваших працях на благо дорогої батьківщини».

### Єпископ Досифей (Протопопов)

Єпископ Досифей (Протопопов)

8 травня 1917 в будівлі духовної семінарії відбувся єпархіальний з'їзд педагогів духовно-навчальних закладів, на якому головував новий керуючий єпархією — єпископ Досифей. На з'їзді обговорювалися найбільш гострі проблеми семінарії, чоловічих духовних і жіночих єпархіальних училищ в зв'язку з обставинами воєнного і революційного часу. Для їх вирішення був сформований Саратовський губернський союз педагогів духовно-навчальних закладів. Адміністративним органом став Делегацька рада.
Останній навчальний рік в Саратовській семінарії починався в складній і тривожній обстановці. В кінці жовтня влада в Саратові захопили більшовики. У місті не припинялася стрілянина, на вулицях влаштовувалися обшуки. Так як багато семінаристів брали участь в збройному захисті будівлі Київської міської думи, більшовики були на них озлоблені особливо. Духовні навчальні заклади стали чи не першою їх мішенню. Правління семінарії вирішило, що залишатися в місті вихованцям просто небезпечно. 31 жовтня 1917 на спільному засіданні педагогів духовно-навчальних закладів було вирішено з 1 листопада тимчасово припинити заняття в семінарії і духовному училищі. Заняття відновилися в січні 1918 і то лише з вихованцями I, V і VI класів. Учні голодували, але заняття не зупинялися. Денною нормою на одного семінариста було півфунта чорного хліба. У зв'язку з продовольчими труднощами семінарське начальство постановило закінчити заняття до початку Великого посту і перевести учнів в наступні класи за поточними результатами. Після Великодня в семінарію повинні були з'явитися вихованці інших класів.
|  |  |  |  |

З 1918 більшовицька влада розпочала цілеспрямовану і перманентну боротьбу з духовною опозицією в особі Церкви і її установ. У Саратові вже в лютому значна частина інвентарю семінарського гуртожитку була реквізована. У будівлі «старої» семінарії розмістили канцелярію Червоного Хреста і Саратовську вченну архівну комісію.
Відстоювати можливість продовження пастирської освіти в Саратові їздив в Москву інспектор семінарії М. В. Златорунскій, який був прийнятий Святійшим Патріархом Тихоном. Його клопотання про продовження існування семінарії, підтримане вищою духовною владою, виявилося в підсумку безрезультатним. Більшовики поставили собі за мету будь-якою ціною ліквідувати духовні школи. Саратовська семінарія була закрита, мабуть, незабаром після початку червоного терору (вересень 1918), а разом з ним — масованої атаки на Церкву і її установи. Син останнього семінарського інспектора Віталій Миколайович Златорунскій (1909-2001) згадував, що остаточно семінарію закрили в 1919, коли з будівлі на Малій Сергіївській виселили сім'ї інспектора і викладачів.
|  |  |  |  |

Настали роки лихоліття і духовного зубожіння російської людини і суспільства … Але багато випускників семінарії, — благочестиві люди, що стали пастирями Церкви в дуже складний період гонінь на неї, залишили глибокий слід в історії Російської Православної Церкви, засвідчивши значний внесок Саратовської духовної школи в систему духовної освіти дореволюційної Росії.

## Другий період історії СПДС

### Відродження
Відродити духовну семінарію в Саратові вдалося лише в 1947 завдяки рішучості і енергії призначеного на Саратовську кафедру святителя Бориса (Віка). Сталася ця знаменна подія 16 листопада.
У перший клас семінарії були прийняті 15 осіб, з них 5 були посланцями інших єпархій. Найстаршому було 46, а наймолодшому — 19 років. З числа представників духовенства в семінарію надійшли тільки 2 людини, інші належали до таких соціальних груп, як робочі (2), селяни (1), службовці (6) та учні (4).
Ректором семінарії був призначений клірик Свято-Троїцького кафедрального собору митрофорний протоієрей Микола Черніков. Йому було тоді вже 62 роки, за плечима залишився життєвий шлях з усіма випробуваннями і негараздами, які випадали в той час на частку православного священика.
Церковний устав викладав настоятель Духосошественского собору митрофорний протоієрей Серафим Казновецький. Наставник ще старої, дореволюційної семінарії Дмитро Григорович Яхонтов вів історичні дисципліни і конституцію СРСР і був інспектором. Латинь і один з богословських предметів вів Леонід Олексійович Грінченка. Викладачами грецької мови в різний час були Н. А. Палімпсестов, С. П. Сергієвський, М. П. Іванов, Н. М. Ригалов, а також прийшов з світського вузу о. Василь Платонов.
|  |  |  |  |

|  |  |

|  |  |

Випускник першого набору відродженої семінарії протоієрей Всеволод Кулешов розповідав про ті роки: «Основні праці по відродженню духовної семінарії належали правлячому в той час єпископу Саратовському і Вольському Борису (Віку)». Піклувався про відкриття семінарії і митрополит Ленінградський і Новгородський Григорій (Чуков), який був з половини жовтня 1942 до половини травня 1944 правлячим ієрархом в Саратові … Викладання йшло добре, незважаючи на те, що у нас майже не було ніяких підручників, і семінаристи просто записували лекції наставників. У бібліотеці було кілька підручників з катехізису, тільки і всього. Бібліотекарем був один з однокурсників, Володимир Кірєєв, фронтовик, раніше навчався в Ташкентському університеті. Книги для бібліотеки скуповувалися у приватних осіб і родичів померлих священників.

Архієпископ Филип (Ставицький) з викладацькою корпорацією СДC

Для семінарії був придбаний будинок на розі вулиць Посадський (колишня Цегляна) і Університетській, одноповерхова невелика будівля. До нього було прибудовано церкву домового типу в честь прп. Серафима Саровського. Вона була невелика, і вихованці стояли по праву і ліву сторони за криласу. Богослужіння відбувалися у святкові та вихідні дні. Правим хором керував Віктор Чумаченко, а лівим Олексій Новіков, обидва вихованці семінарії. З числа семінаристів по черзі призначалися іподиякони для участі в архієрейських богослужіннях.

Друге гуртожиток СДС в Глебучевському яру

### Єпископ Борис (Вік)

Архімандрит Філіп з семінаристами та викладачами СДС

Єпископ Борис передав для семінарського гуртожитку двоповерхову цегляну будівлю, де він жив, а сам переїхав в інше місце. Будинок цей знаходився на розі вулиць Валовий і Мічуріна. У його напівпідвальному приміщенні була влаштована Хрестова церква на честь святителя Феодосія Чернігівського та їдальня для семінаристів. Деякі вихованці жили в старому будинку в районі Глебучевого яру на Жовтневій вулиці, який був куплений у протоієрея Володимира Михайловича Спиридонова.
Вихованцям доводилося їхати на трамваї і ще йти кілька кварталів пішки. Семінаристи отримували стипендію в розмірі 90 рублів старими грошима. Зовсім бідним за рахунок семінарії купували одяг. Через рік після відкриття — в середині жовтня 1948 семінарія розширилася, було орендовано ще одне приміщення.

### Архімандрит Феогност (Дерюгін)
У 1948 ректором семінарії був призначений архімандрит Феогност (Дерюгін), колишній доцент Ленінградської Духовної Академії. Через два роки його змінив протоієрей Іоанн Сокаль, який проживав після революції в Югославії, перебуваючи в РПЦЗ, згодом єпископ Смоленський і Дорогобужский. Випускник саратовській семінарії, колишній митрополит Курський і Рильський Ювеналій (Тарасов) згадував, що семінаристи любили свого ректора і ласкаво називали його «червоне сонечко».

Мітинг вихованців і службовців СДС перед підпискою на 4-й Державний займ

У 1950 в семінарії було вже 4 класи з 49 вихованцями, а викладацька корпорація складалася з 6 чоловік. Як і раніше, вона займала три будівлі, значно віддалені один від одного: навчальний корпус — на Університетській, 64; гуртожиток — на вул. Мічуріна, 124; гуртожиток — в Глебучевому яру. У 1954 семінарією був куплений ще один будинок у приватної особи за 150 000 рублів, де розмістилися 24 вихованця, а в 1956 за розпорядженням керуючого Саратовської єпархією митрополита Веніаміна (Федченкова) семінарії було передано будівлю колишньої канцелярії єпархіального управління по Смурскому провулку, 19. до цього часу в семінарії навчалися вже 100 чоловік.
|  |  |  |  |

Центром духовного життя семінарії був храм. Початок навчального року і його завершення знаменувалися молебнями. Протягом навчального року Богослужіння відбувалися не тільки у недільні та святкові дні, а й два рази на тиждень по буднях. Проповіді в храмі звучали за кожним Богослужінням, і вимовляли їх не тільки священики, але й семінаристи випускного (четвертого) класу. Великою повагою користувалися духівники семінарії, серед яких духовним досвідом виділявся протоієрей Костянтин Соловйов, який повернувся з 13-річного заслання.
|  |  |

Випускниками Саратовської семінарії є багато ієрархів Церкви, наприклад, колишній митрополит Курський і Рильський Ювеналій (Тарасов), митрополит Санкт-Петербурзький і Ладозький Іоанн (Сничева; † 1995), пастирі Саратовської єпархії: протоієрей Георгій Лисенко, протоієрей Володимир Ларін, протоієрей Анатолій Шумов, протоієрей Петро Барковський, протоієрей Микола Архангельський, протоієрей Геннадій Бєляков, протоієрей Всеволод Кулешов та інші.
|  |  |  |

## Друге закриття
В результаті гонінь на Церкву, що поновилися з особливою силою з кінця 1950-х, По всій країні різко скоротився прийом абітурієнтів в семінарії. Це повинно було стати, за задумом влади, зручним приводом для закриття духовних шкіл. 4 травня 1960 новий голова Ради у справах Руської Православної Церкви «рекомендував» Святішому Патріарху Алексію I закрити Київську, Саратовську і Ставропольську семінарії, посилаючись на незначне число учнів і на незадовільні побутові умови. Патріарх змушений був підкоритися. Першою жертвою стала ставропольська семінарія, яку злили з саратовською. Але і її незабаром спіткала та ж доля — вона була закрита. За 13 років свого існування Саратовська духовна семінарія підготувала близько 120 священників. З них 37 осіб несли службу в парафіях Саратовської області.